# Erich Ziemer
Erich Ziemer (* 18. Oktober 1906 in Berlin; † Oktober 1937 in Aragonien) war ein deutscher Kommunist. Gemeinsam mit Erich Mielke verübte er am 9. August 1931 die Polizistenmorde auf dem Bülowplatz.

## Leben
Ziemer war von Beruf Brückenbautechniker und gehörte seit August 1929 dem Parteiselbstschutz der KPD im Berliner Unterbezirk Nord (Berlin-Wedding/Reinickendorf) an.  Dabei wurde er an verschiedenen Waffen ausgebildet, führte Wach- und Schutzaufgaben bei Demonstrationen und in der Parteizentrale, dem Karl-Liebknecht-Haus, aus und übernahm Ende 1930 die Leitung einer Normalgruppe (5 Mann).

### Morde auf dem Bülowplatz
In Berlin hatte sich der politische Kampf im Vorfeld des von der KPD unterstützten Volksentscheids zur Auflösung des preußischen Landtages vom 9. August 1931 verschärft. Nachdem bei der wiederholten Räumung des Bülowplatzes in der unmittelbaren Nähe der KPD-Parteizentrale ein Arbeiter von der Polizei erschossen worden war, beriet – nach späteren Aussagen Tatbeteiligter – der Reichstagsabgeordnete Hans Kippenberger unter Mitwirkung von Heinz Neumann mit dem Leiter des Parteiselbstschutzes Berlin-Wedding, Michael Klause, den Plan, den Hauptmann der Schutzpolizei, Paul Anlauf, zu erschießen. Dazu fand Klause in Kippenbergers Auftrag in  Erich Mielke und Erich Ziemer zwei Freiwillige als Schützen. Am Abend des 9. August 1931 gegen 19.00 Uhr trafen Mielke und Ziemer in der auf das Kino Babylon zulaufenden Weydingerstraße auf die Polizeibeamten Anlauf, Richard Willig und Franz Lenck. Sie folgten den Polizisten und feuerten hinterrücks aus nächster Nähe auf ihre Opfer. Anlauf war sofort tot, Lenck schleppte sich noch in den Eingang des Kinos; Willig überlebte mit einem Bauchschuss.

### Flucht nach Moskau

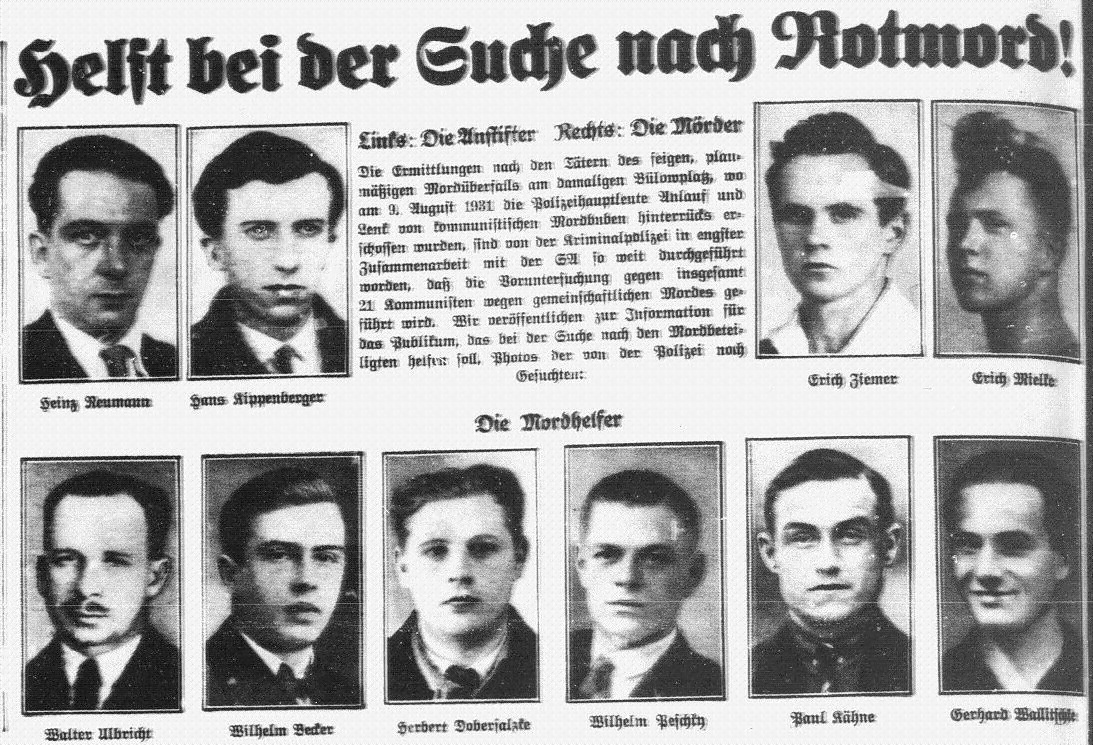
Fahndungsplakat der Berliner Polizei vom September 1933. Erich Ziemer ist in der oberen Reihe als zweiter von rechts abgebildet

Noch im August 1931 flohen Mielke und Ziemer über Rostock nach Leningrad und schließlich nach Moskau. Fluchthilfe erhielten sie möglicherweise durch Thea Kippenberger und Georg Thiele sowie Albert Gromulat. In Moskau kamen die beiden zunächst als angebliche „Landwirte“ im Emigrantenheim der Roten Hilfe unter. Ziemer wurde als Nummer 32 der Emigrantenliste beim Politbüro der KPD in Moskau geführt, d. h., er war ein von der Partei legitimierter Politemigrant. Er  besuchte wie auch Mielke von Januar bis Juli 1932 einen Kurs an der Militärisch-Politischen-Schule bei Moskau. Dort wurde bewaffnete Auslandstaktik, Sprengwesen, Waffen- und Nachrichtentechnik sowie Militärtaktik gelehrt, aber auch dialektischer und historischer Materialismus, Politische Ökonomie und Geschichte der Arbeiterbewegung. Ziemer trug dabei den Decknamen Georg Schmidt.
Unter dem Namen Georg Schlosser besuchte Ziemer 1932/33 Kurse an der Internationalen Lenin-Schule. Dort wurden unter anderem ausgewählte Schriften von Karl Marx, Friedrich Engels, Wladimir Iljitsch Lenin, Josef Stalin studiert und Vorträge ausgewählter Referenten gehört. 1934/35 nahm Ziemer ebenfalls mit Mielke an einem Kurs der Komintern teil. 1935/36 waren die beiden Aspiranten beim Prorektor der Lenin-Schule.

### Tod in Spanien
1936 ging Ziemer als Georg Schlosser nach Spanien, um auf Seiten der Republik am Bürgerkrieg teilzunehmen. Er wurde Politkommissar in einem Panzerregiment und fiel im Oktober 1937 in Aragonien an der Ebrofront. Er wurde postum als „Held der Sowjetunion“ ausgezeichnet.
Götz Aly charakterisiert Ziemer als „zutiefst unsichere[n] Menschen“.  Die Kommunistische Partei habe ihn stabilisiert und dann funktionalisiert. Ziemer habe nach politischer Identität gesucht und sie im Attentat gefunden.